# Chomelia barbinervis
Chomelia barbinervis är en måreväxtart som beskrevs av Stefano Moricand och George Bentham. Chomelia barbinervis ingår i släktet Chomelia och familjen måreväxter. Inga underarter finns listade i Catalogue of Life.